# محوطه دنگ قربان
محوطهٔ دنگ قربان مربوط به دوره هخامنشی - دوره اشکانیان - عصر آهن است و در شهرستان کوهرنگ، بخش مرکزی، دهستان شوراب تنگزی، ۴۰۰ متری جنوب روستای دهنوی پایین، ۴۰۰ متری جنوب رودخانهٔ چم سوخته (رودخانه دشت زری) واقع شده و این اثر در تاریخ ۲۷ اسفند ۱۳۸۷ با شمارهٔ ثبت ۲۶۳۱۶ به‌عنوان یکی از آثار ملی ایران به ثبت رسیده است.